# Templo Malatestiano
El Templo malatestiano (del italiano: Tempio Malatestiano), llamado así por ser el templo de la familia Malatesta, es la catedral de Rímini, Italia. Oficialmente lleva el título de San Francisco, pero tiene el nombre de Segismundo Pandolfo Malatesta, quien encargó la construcción de este edificio al arquitecto renacentista Leon Battista Alberti por el año 1450.

## Historia y descripción

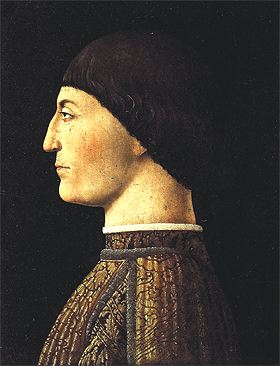
Retrato de Segismondo Malatesta por Piero della Francesca.

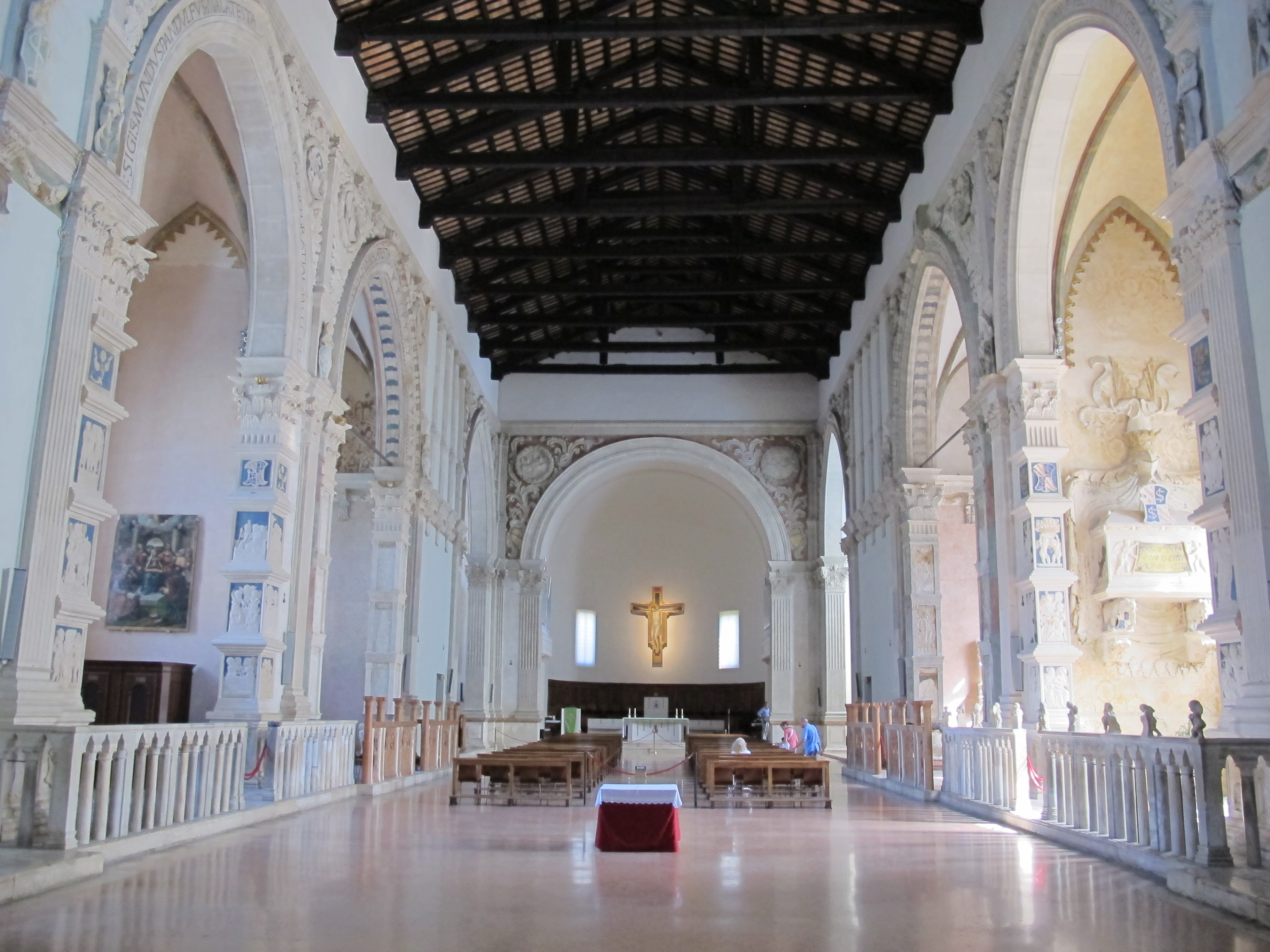
Interior de la iglesia

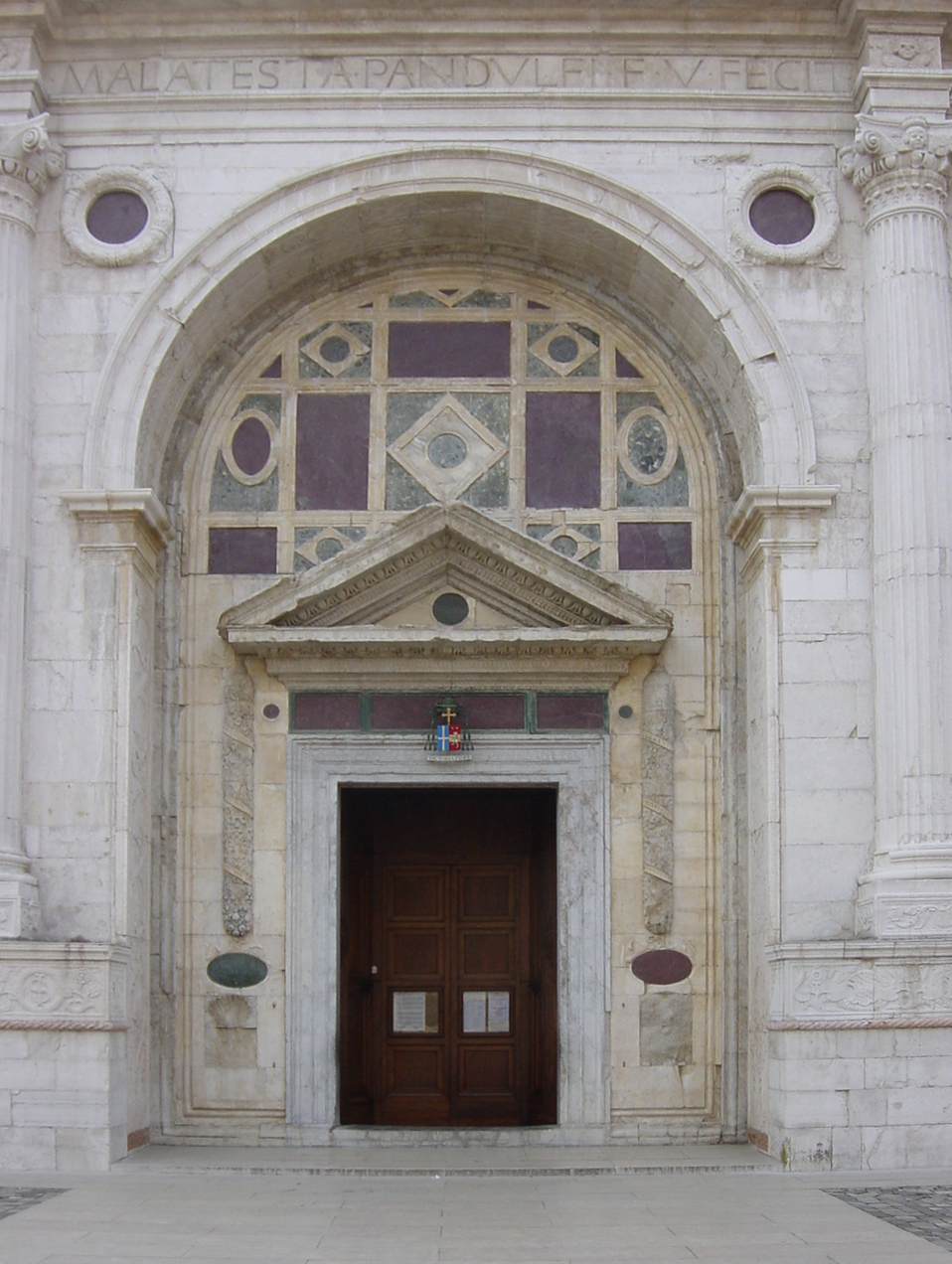
Entrada principal.

El inicio de la obra fue modesto: entre 1447 y 1449 se le añadieron a la primitiva iglesia medieval dos nuevas capillas en el lado sur, y más tarde, c 1450 Leon Battista Alberti concibió la idea de renovar completamente la apariencia exterior e interior del templo.
Originalmente la iglesia de San Francisco era un templo gótico. En el mismo lugar está documentada la existencia de otra iglesia llamada Santa María in Trivio, referenciada desde el siglo IX. La iglesia original tenía una planta rectangular, sin capillas laterales, y con una única nave con tres ábsides. El central probablemente estaba decorado con un fresco realizado por Giotto. Este artista es también el autor de un crucifijo que en la actualidad se encuentra en el ábside derecho.
La obra fue realizada a instancias de Segismundo Pandolfo Malatesta, señor de Rímini y reputado condotiero, quien encargó a Alberti la reestructuración del templo. Dos años después, Segismundo fue derrocado por las tropas papales, aliadas con Federico da Montefeltro. Durante ese periodo las obras continuaron, pero con algún cambio sustancial. En un principio el monumento se iba a crear como un mausoleo para el comitente y su estirpe, en especial para su amante y última esposa Isotta degli Atti. De hecho no se había proyectado ningún símbolo cristiano, cosa inaudita en aquellos tiempos. En la estructura original no estaba prevista ninguna cruz, ni la presencia de ninguna imagen sagrada. De ahí la denominación de templo, a modo de los antiguos templos paganos.
Las esculturas y bajorrelieves son probablemente obra de Agostino di Duccio. Participaron en la obra, en diversos grados, Matteo De' Pasti, Roberto Valturio, Basinio di Parma y Piero della Francesca, del que se conserva en el interior del edificio un fresco representando a Segismundo Pandolfo Malatesta rezando delante de la imagen de San Segismundo, un antepasado suyo. En el interior del edificio las obras comenzaron 5 o 6 años antes del proyecto de Alberti para la fachada.
La estructura proyectada por Alberti no fue completada. El proyecto contemplaba la realización de una cúpula, de grandes dimensiones, a semejanza de la del Panteón de Roma. Al parecer la intención era que se convirtiera en la mayor cúpula de Italia, superando a la de Santa María del Fiore de Florencia. Sin embargo nunca se llegó a realizar debido a problemas económicos.